# 1983年世界短道速滑锦标赛
1983年世界短道速滑錦標賽于1983年4月8日-1983年4月10日在日本东京舉行。世界短道速滑锦标赛由国际滑冰联盟主办，该组织还举办速度滑冰和花样滑冰世界杯和锦标赛。

## 奖牌榜
*   主办国家/地区（日本）
| 排名                     | 国家 / 地区              | 金牌 | 銀牌 | 銅牌 | 总计 |
| ------------------------ | ------------------------ | ---- | ---- | ---- | ---- |
| 1                        | 加拿大（CAN）            | 12   | 3    | 6    | 21   |
| 2                        | 日本（JPN）*             | 0    | 7    | 5    | 12   |
| 3                        | 美国（USA）              | 0    | 1    | 2    | 3    |
| 4                        | （AUS）                  | 0    | 1    | 0    | 1    |
| 总计（共4个国家 / 地区） | 总计（共4个国家 / 地区） | 12   | 12   | 13   | 37   |

## 比赛结果

### 男子
| 项目       | 金牌                                                                 | 金牌     | 银牌                                                                  | 银牌    | 铜牌                                                        | 铜牌    |
| 全能       | 路易斯·格雷尼尔 · 加拿大                                             | 17分     | 米歇尔·德利斯勒 · 加拿大                                              | 8分     | 盖伊·戴格诺 · 加拿大                                        | 6分     |
| 500米      | 路易斯·格雷尼尔 · 加拿大                                             | 45.37 WR | 盖伊·戴格诺 · 加拿大                                                  | 45.56   | 帕特里克·摩尔 · 美国                                        | 47.92   |
| 1000米     | 路易斯·格雷尼尔 · 加拿大                                             | 1:39.21  | 盖伊·戴格诺 · 加拿大                                                  | 1:39.52 | 米歇尔·德利斯勒 · 加拿大                                    | 1:39.52 |
| 1500米     | 米歇尔·德利斯勒 · 加拿大                                             | 2:37.60  | 河合季信 · 日本                                                       | 2:39.69 | 路易斯·格雷尼尔 · 加拿大                                    | 2:48.81 |
| 超级3000米 | 路易斯·格雷尼尔 · 加拿大                                             | 5:33.33  | 石原辰义 · 日本                                                       | 5:33.64 | 赤坂雄一 · 日本                                             | 5:34.32 |
| 5000米接力 | 加拿大 · 盖伊·戴格诺 · 路易斯·格雷尼尔 · 米歇尔·德利斯勒 · 本·拉马奇 | 7:46.27  | · 迈克尔·里士满 · 迈克尔·赫恩 · 哈里·斯普拉格 · 丹尼·卡 · 乔治·法比安 | 7:55.71 | 日本 · 河合季信 · 石原辰义 · 赤坂雄一 · 户田博司 · 安田正树 | 7:55.71 |

### 女子
| 项目       | 金牌                                                                  | 金牌       | 银牌                                                            | 银牌    | 铜牌                                                                                     | 铜牌    |
| 全能       | 茜尔维·戴格尔 · 加拿大                                                | 20分       | 加藤美佳 · 日本                                                 | 9分     | 玛丽斯·佩罗 · 加拿大                                                                     | 4分     |
| 全能       | 茜尔维·戴格尔 · 加拿大                                                | 20分       | 加藤美佳 · 日本                                                 | 9分     | 加藤美善 · 日本                                                                          | 4分     |
| 500米      | 茜尔维·戴格尔 · 加拿大                                                | 49.54 WR   | 加藤美佳 · 日本                                                 | 49.80   | 玛丽斯·佩罗 · 加拿大                                                                     | 50.29   |
| 1000米     | 茜尔维·戴格尔 · 加拿大                                                | 1:43.66 WR | 邦妮·布莱尔 · 美国                                              | 1:44.03 | 加藤美佳 · 日本                                                                          | 1:44.03 |
| 1500米     | 茜尔维·戴格尔 · 加拿大                                                | 2:53.29    | 加藤美佳 · 日本                                                 | 2:53.69 | 竹内洋美 · 日本                                                                          | 2:53.69 |
| 超级3000米 | 茜尔维·戴格尔 · 加拿大                                                | 6:10.88    | 加藤美佳 · 日本                                                 | 6:10.88 | 玛丽斯·佩罗 · 加拿大                                                                     | 6:11.37 |
| 3000米接力 | 加拿大 · 纳塔莉·朗贝尔 · 茜尔维·戴格尔 · 玛丽斯·佩罗 · 玛丽-何塞·马丁 | 4:55.07    | 日本 · 加藤美佳 · 加藤美善 · 狮子井英子 · 竹内洋美 · 木下真理子 | 4:59.83 | 美国 · 邦妮·布莱尔 · 莉迪亚·斯蒂芬斯 · 格洛丽亚·博加基 · 莫伊拉·安德雷亚 · 米歇尔·克莱恩 | 5:12.25 |